# O'Brien (Texas)
O'Brien è un centro abitato degli Stati Uniti d'America situato nella contea di Haskell dello Stato del Texas.
La popolazione era di 106 persone al censimento del 2010.

## Geografia fisica
O'Brien è situata a 33°22′48″N 99°50′31″W (33.379922, -99.841812).
Secondo lo United States Census Bureau, ha un'area totale di 0,5 miglia quadrate (1,3 km²).

## Società

### Evoluzione demografica
Secondo il censimento del 2000, c'erano 132 persone, 54 nuclei familiari e 32 famiglie residenti nella città. La densità di popolazione era di 262,1 persone per miglio quadrato (101,9/km²). C'erano 71 unità abitative a una densità media di 141,0 per miglio quadrato (54,8/km²). La composizione etnica della città era formata dal 61,36% di bianchi, lo 0,76% di nativi americani, il 37,88% di altre razze. Ispanici o latinos di qualunque razza erano il 55,30% della popolazione.
C'erano 54 nuclei familiari di cui il 24,1% aveva figli di età inferiore ai 18 anni, il 46,3% aveva coppie sposate conviventi, il 9,3% aveva un capofamiglia femmina senza marito, e il 40,7% erano non-famiglie. Il 38,9% di tutti i nuclei familiari erano individuali e il 24,1% aveva componenti con un'età di 65 anni o più che vivevano da soli. Il numero di componenti medio di un nucleo familiare era di 2,44 e quello di una famiglia era di 3,34.
La popolazione era composta dal 25,0% di persone sotto i 18 anni, il 10,6% di persone dai 18 ai 24 anni, il 15,9% di persone dai 25 ai 44 anni, il 23,5% di persone dai 45 ai 64 anni, e il 25,0% di persone di 65 anni o più. L'età media era di 44 anni. Per ogni 100 femmine c'erano 71,4 maschi. Per ogni 100 femmine dai 18 anni in giù, c'erano 59,7 maschi.
Il reddito medio di un nucleo familiare era di 17.500 dollari e quello di una famiglia era di 18.750 dollari. I maschi avevano un reddito medio di 25.000 dollari contro i 13.214 dollari delle femmine. Il reddito pro capite era di 10.422 dollari. C'erano il 22,2% delle famiglie e il 18,7% della popolazione che vivevano sotto la soglia di povertà, incluso il 20,0% di persone sotto i 18 anni e il 16,7% di persone sopra i 64 anni.